# Halme masakoae
Halme masakoae là một loài bọ cánh cứng trong họ Cerambycidae.